# Hemidactylus ulii
Espèce
Hemidactylus ulii est une espèce de geckos de la famille des Gekkonidae.

## Répartition
Cette espèce est endémique du Yémen.

## Description
Les mâles mesurent de 36,8 à 40,4 mm et les femelles de 39,4 à 40,7 mm.

## Étymologie
Cette espèce est nommée en l'honneur d'Ulrich Joger en référence à son surnom Uli.

## Publication originale
- Šmíd, Moravec, Kratochvíl, Gvoždík, Nasher, Busais, Wilms, Shobrak & Carranza, 2013 : Two newly recognized species of Hemidactylus (Squamata, Gekkonidae) from the Arabian Peninsula and Sinai, Egypt. ZooKeys, no 355, p. 79–107 (texte intégral).